# Melanip d'Acragant
Melanip (en grec antic: Μελάνιππος, llatí: Melanippus) fou un jove noble d'Acragant.
Va patir una injustícia del tirà Fàlaris i, en revenja, es va associar al seu amic Caritó per enderrocar-lo. Caritó, alarmat per la seguretat de Melanip, li va demanar de no dir res a ningú dels plans i li va prometre d'aconseguir una oportunitat per actuar, i quan la va trobar, no va dir res i va agafar tot el risc ell sol intentant assassinar al tirà; va fallir, i va ser capturat i sota tortura se li va demanar delatar als seus còmplices. Caritó va resistir la tortura i es negava a dir res, però Melanip es va presentar a Fàlaris i es va inculpar. El tirà, impressionat per aquestes mostres d'amistat, va decidir perdonar la vida als dos joves, però els va desterrar de Sicília.